# Temporal Xynthia

Animação da passagem da tempestade Xynthia

O ciclone extratropical Xynthia foi uma violenta tempestade de vento europeia que afectou a Europa Ocidental em finais de Fevereiro de 2010.
A sua passagem provocou no mínimo 55 mortes e 12 desaparecidos. O país mais severamente afectado foi a França.